# بيارن جنسن (لاعب كرة قدم)
بيارن جنسن (بالدنماركية: Bjarne Jensen)‏ هو لاعب كرة قدم دنماركي، ولد في 16 أبريل 1959 في الدنمارك في مملكة الدنمارك. شارك مع منتخب الدنمارك لكرة القدم. أما مع النوادي، فقد لعب مع نادي بروندبي.